# 松尾政寿
松尾 政寿（まつお まさとし、1978年8月15日 - ）は、日本の元俳優である。福岡県福岡市出身。以前はホリプロに所属していた。

## 人物
趣味はサッカーで、熱烈なアビスパ福岡のサポーター。1996年、第9回ジュノン・スーパーボーイ・コンテストグランプリ受賞。準グランプリを受賞した松尾敏伸とは無関係。

## 出演

### 連続ドラマ
- ナオミ 第1話（1999年4月14日、フジテレビ） - 今井省吾 役
- コワイ童話~シンデレラ~（1999年4月-5月、TBS） - 小早川 役
- To Heart 〜恋して死にたい〜（1999年、TBS） - 小林広志 役
- 二千年の恋（2000年、フジテレビ） - サムエル・マロエフ 役
- FACE〜見知らぬ恋人〜（2001年、日本テレビ） - 佐伯真介 役
- ストロベリー・オンザ・ショートケーキ（2001年、TBS） - 室井悦夫 役
- 美女か野獣 第2話（2003年、フジテレビ） - 平野純 役
- ブラックジャックによろしく（2003年4月-6月、TBS） - 宗形正臣 役
- 14ヶ月〜妻が子供に還っていく〜（2003年7月-9月、日本テレビ） - 長谷川 役
- 光とともに… 第2・3話（2004年、日本テレビ） - 谷川 役
- ミステリー民俗学者 八雲樹 第7話（2004年、テレビ朝日） - 薄井武 役
- 駄目ナリ! 第10〜12話（2004年、よみうりテレビ） - 星崎英児 役
- 我こそサムライ!（2005年4月、NHK） - 主演 大庭純平 役
- 冬の輪舞 特別版（2005年5月、フジテレビ・東海テレビ） - 笠原隆之 役
- 新・風のロンド（2006年2月-3月、東海テレビ制作昼ドラマ） - 野代英明 役
- トリハダ〜夜ふかしのあなたにゾクッとする話を 第3話（2007年3月29日、フジテレビ）
- 7人の女弁護士 第3話（テレビ朝日系、2008年4月24日） - 日比野昌平 役
- 秘書のカガミ（2008年6月6日、テレビ東京） - 鵜野京一 役
- 非婚同盟（2009年1月-3月、東海テレビ制作昼ドラマ） - 伊庭俊彦 役
- 相棒 season8 第4話「錯覚の殺人」（テレビ朝日系、2009年11月11日） - 池谷佳彦 役
- 宿命 1969-2010 -ワンス・アポン・ア・タイム・イン・東京-（テレビ朝日/朝日放送、2010年1月） - 福本主査 役
- ハンチョウ〜神南署安積班〜 シリーズ2 第9話（2010年3月8日、TBS） - 柴崎幸司 役

### 2時間・単発ドラマ
- 女と愛とミステリー⇒水曜ミステリー9（テレビ東京系）
  - 「死刑台のロープウェイ」（2001年） - 網野成治 役
  - 「黒い骨」（2007年） - 小山田刑事 役
- 月曜ゴールデン（TBS系）
  - 「財務捜査官 雨宮瑠璃子(4)巨大病院連続殺人!」（2008年） - 越川秀行 役
- 金曜プレステージ
  - クッキングパパ（2008年8月、フジテレビ）

### 映画
- がんばっていきまっしょい（1998年） - 関野大 役
- 回路（2001年2月） - 矢部俊夫 役
- ウルトラシリーズ - ギャシー星人ジーン 役
  - ウルトラマンコスモス2 THE BLUE PLANET（2002年8月3日）
- ウルトラマンコスモスVSウルトラマンジャスティス THE FINAL BATTLE（2003年8月2日）
- アキハバラ@DEEP（2006年） - 加藤則之 役
- 日本以外全部沈没（2006年） - 後藤 役
- 気球クラブ、その後（2006年）

### ゲーム
- アナザー・マインド（1998年、スクウェア） - 金田俊樹 役